# El Tortuguero
El Tortuguero là một khu tự quản thuộc tỉnh Región Autónoma del Atlántico Sur, Nicaragua. Khu tự quản El Tortuguero có diện tích 3403 ki lô mét vuông. Đến thời điểm năm 2005, huyện El Tortuguero có dân số 22324 người.